# When Worlds Collide
When Worlds Collide (bra: O Fim do Mundo; prt: Quando os Mundos Chocam) é um filme estadunidense de 1951, do gênero ficção científica, dirigido por Rudolph Maté, com roteiro de Sydney Boehm baseado no romance When Worlds Collide, de Philip Wylie e Edwin Balmer, publicado de setembro de 1932 a fevereiro de 1933 na revista Blue Book.

## Sinopse
O astrônomo Cole Hendron e sua filha Joyce descobrem um astro em rota iminente de colisão com a Terra. Ninguém, porém, acredita nessa história, exceto o milionário industrial Sidney Stanton, que resolve patrocinar a construção de uma gigantesca espaçonave para salvar algumas pessoas privilegiadas levando-as até um planeta seguro.

## Elenco
- Richard Derr .... David Randall
- Larry Keating .... Dr. Cole Hendron
- Barbara Rush .... Joyce Hendron
- John Hoyt .... Sydney Stanton
- Peter Hansen .... Dr. Tony Drake
- Hayden Rorke .... Dr. Emery Bronson
- Stuart Whitman

## Prêmios e indicações
| Prêmio     | Categoria                | Recipiente                                   | Resultado |
| ---------- | ------------------------ | -------------------------------------------- | --------- |
| Oscar 1952 | Melhores efeitos visuais | Gordon Jennings, Harry Barndollar, Dick Webb | Venceu    |
| Oscar 1952 | Melhor fotografia        | John F. Seitz, W. Howard Greene              | Indicado  |